# Léoville
 Léoville  es una población y comuna francesa, situada en la región de Poitou-Charentes, departamento de Charente Marítimo, en el distrito de Jonzac y cantón de Jonzac.

## Demografía
| 354 | 331 | 272 | 276 | 264 | 300 |
| Para los censos de 1962 a 1999 la población legal corresponde a la población sin duplicidades (Fuente: INSEE [Consultar]) |     |     |     |     |     |